# Ardisia hypargyrea
Ardisia hypargyrea C.Y.Wu & C.Chen – gatunek roślin z rodziny pierwiosnkowatych (Primulaceae). Występuje naturalnie w Chinach (w Kuangsi oraz południowo-zachodnim Junnanie) i północnym Wietnamie. 

## Morfologia
PokrójZimozielony krzew dorastający do 1 m wysokości.
LiścieBlaszka liściowa ma lancetowaty kształt. Mierzy 6–8 cm długości oraz 1,2–1,5 cm szerokości, jest całobrzega, ma klinową nasadę i spiczasty wierzchołek. Ogonek liściowy jest nagi i ma 5–7 mm długości.
KwiatyZebrane w wierzchotkach wyrastających z kątów pędów lub na ich szczytach. Mają działki kielicha o deltoidalnym kształcie i dorastające do 1 mm długości. Płatki są owalne i mają czerwoną lub różową barwę oraz 3 mm długości.
OwocPestkowce mierzące 4 mm średnicy, o kulistym kształcie.

## Biologia i ekologia
Rośnie na terenach bagnistych oraz w lasach. Występuje na wysokości od 700 do 1600 m n.p.m.